# Coleophora thulea
Coleophora thulea é uma espécie de mariposa do gênero Coleophora pertencente à família Coleophoridae.